# Comuna Iclod, Cluj
Iclod (în maghiară Nagyiklód) este o comună în județul Cluj, Transilvania, România, formată din satele Fundătura, Iclod (reședința), Iclozel, Livada și Orman.

## Istoric
Localitatea Iclod este menționată pentru prima dată în 1332, sub numele de Iklod .
În sec. XVIII-XIX, alături de români și maghiari, au trăit aici și numeroase familii de evrei (sinagogă).

## Lăcașuri de cult
- Biserica greco-catolică „Înălțarea Domnului" (1791), monument istoric reprezentativ pentru trecerea de la arhitectura lemnului la construcțiile ecleziastice de zid.
- Biserica reformată din Orman

## Economia
Din punct de vedere a economiei Iclodul se incadreaza in categoria satelor cu alte functii deoarece in Fundătura (comuna Iclod) se gaseste o fabrică de calorifere (IRROM INDUSTRIE).
Asociația de Futnet din România (ONG) are un punct de lucru în comuna Iclod, situată în vecinătatea municipiului Cluj-Napoca.  (sport cunoscut ca tenis cu piciorul, laptenis, fotbal tenis).  Sport afiliat la Union Internationale de Futnet (UNIF) si European Futnet Association (EFTA). Echipa nationala a Romaniei a participat in 2016 la Campionatele Mondiale de Futnet din Brno (Cehia).

## Obiective turistice
- Muzeul Etno-Arheologic
- Biserica greco-catolică „Înălțarea Domnului" (1791)
- Baza sportivă multifuncțională modernă (tribună de circa 700 de locuri, un teren sintetic, vestiare moderne și o tribună oficială unde se poate servi masa)

## Demografie
Componența etnică a comunei Iclod
     Români (85,46%)
     Romi (1,78%)
     Alte etnii (1,78%)
     Necunoscută (10,98%)
Componența confesională a comunei Iclod
     Ortodocși (73,83%)
     Penticostali (6,67%)
     Greco-catolici (3,76%)
     Reformați (2,04%)
     Baptiști (1,25%)
     Alte religii (0,78%)
     Necunoscută (11,66%)
Conform recensământului efectuat în 2021, populația comunei Iclod se ridică la 3.825 de locuitori, în scădere față de recensământul anterior din 2011, când fuseseră înregistrați 4.263 de locuitori. Majoritatea locuitorilor sunt români (85,46%), cu o minoritate de romi (1,78%), iar pentru 10,98% nu se cunoaște apartenența etnică. Din punct de vedere confesional, majoritatea locuitorilor sunt ortodocși (73,83%), cu minorități de penticostali (6,67%), greco-catolici (3,76%), reformați (2,04%) și baptiști (1,25%), iar pentru 11,66% nu se cunoaște apartenența confesională.

## Politică și administrație
Comuna Iclod este administrată de un primar și un consiliu local compus din 13 consilieri. Primarul, Emil Ioan Pîrțoc[*],  politician independent, este în funcție din 2012. Începând cu alegerile locale din 2024, consiliul local are următoarea componență pe partide politice:
|  | Partid                          | Consilieri | Componența Consiliului | Componența Consiliului | Componența Consiliului | Componența Consiliului | Componența Consiliului | Componența Consiliului |
|  | ------------------------------- | ---------- | ---------------------- | ---------------------- | ---------------------- | ---------------------- | ---------------------- | ---------------------- |
|  | Partidul Social Democrat        | 6          |                        |                        |                        |                        |                        |                        |
|  | Partidul Național Liberal       | 5          |                        |                        |                        |                        |                        |                        |
|  | Alianța pentru Unirea Românilor | 1          |                        |                        |                        |                        |                        |                        |
|  | Partidul Puterii Umaniste       | 1          |                        |                        |                        |                        |                        |                        |

### Evoluție istorică
De-a lungul timpului populația comunei a evoluat astfel:
Iclod - evoluția demografică

|  | Graficele sunt indisponibile din cauza unor probleme tehnice. Mai multe informații se găsesc la Phabricator și la wiki-ul MediaWiki. |

Date: Recensăminte sau birourile de statistică - grafică realizată de Wikipedia

## Personalități născute aici
- Ioan Bob (1739 - 1830), episcop al Bisericii Române Unită cu Roma, Greco-Catolică.
- Poeta Mihaela Maria Dindelegan, cetățean de onoare al Comunei Iclod.

## Vezi și
- Biserica reformată din Orman
- Biserica Înălțarea Domnului din Iclod

## Galerie de imagini

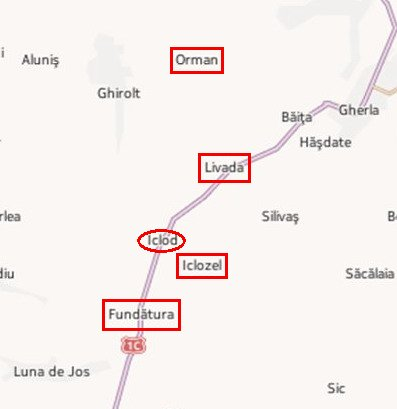
Comuna Iclod și satele componente
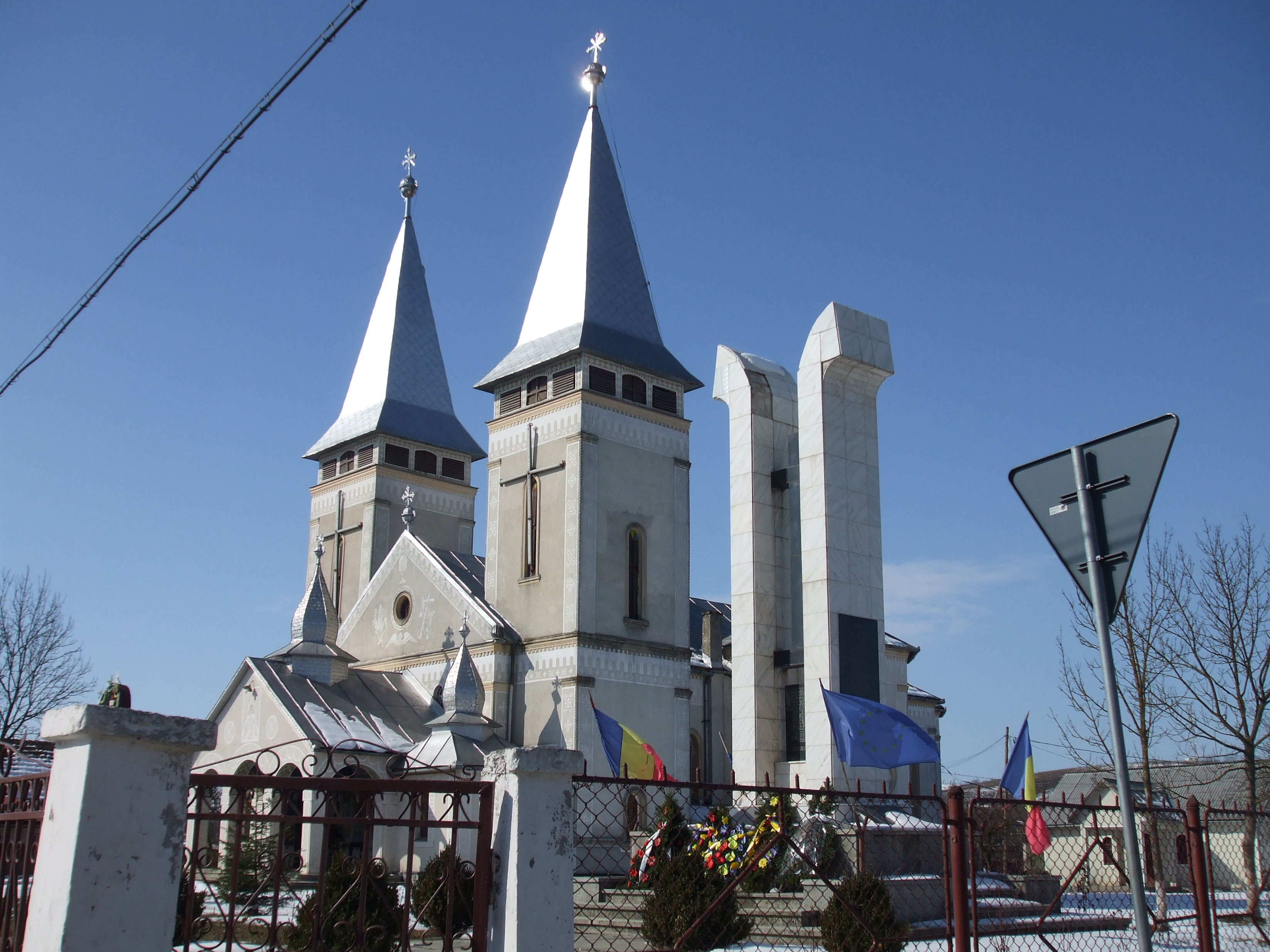
Biserica și Monumentul Eroilor
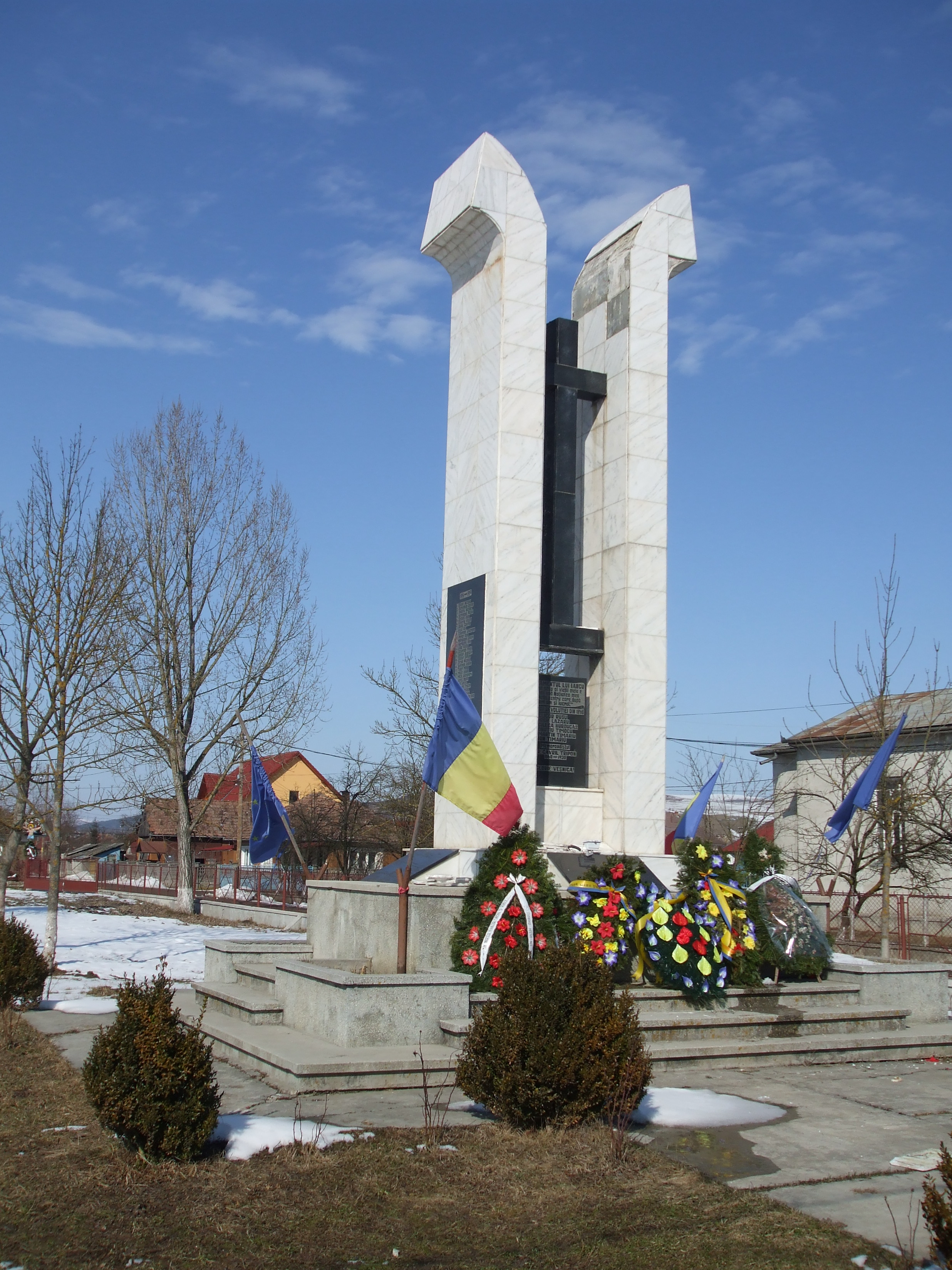
Monumentul Eroilor
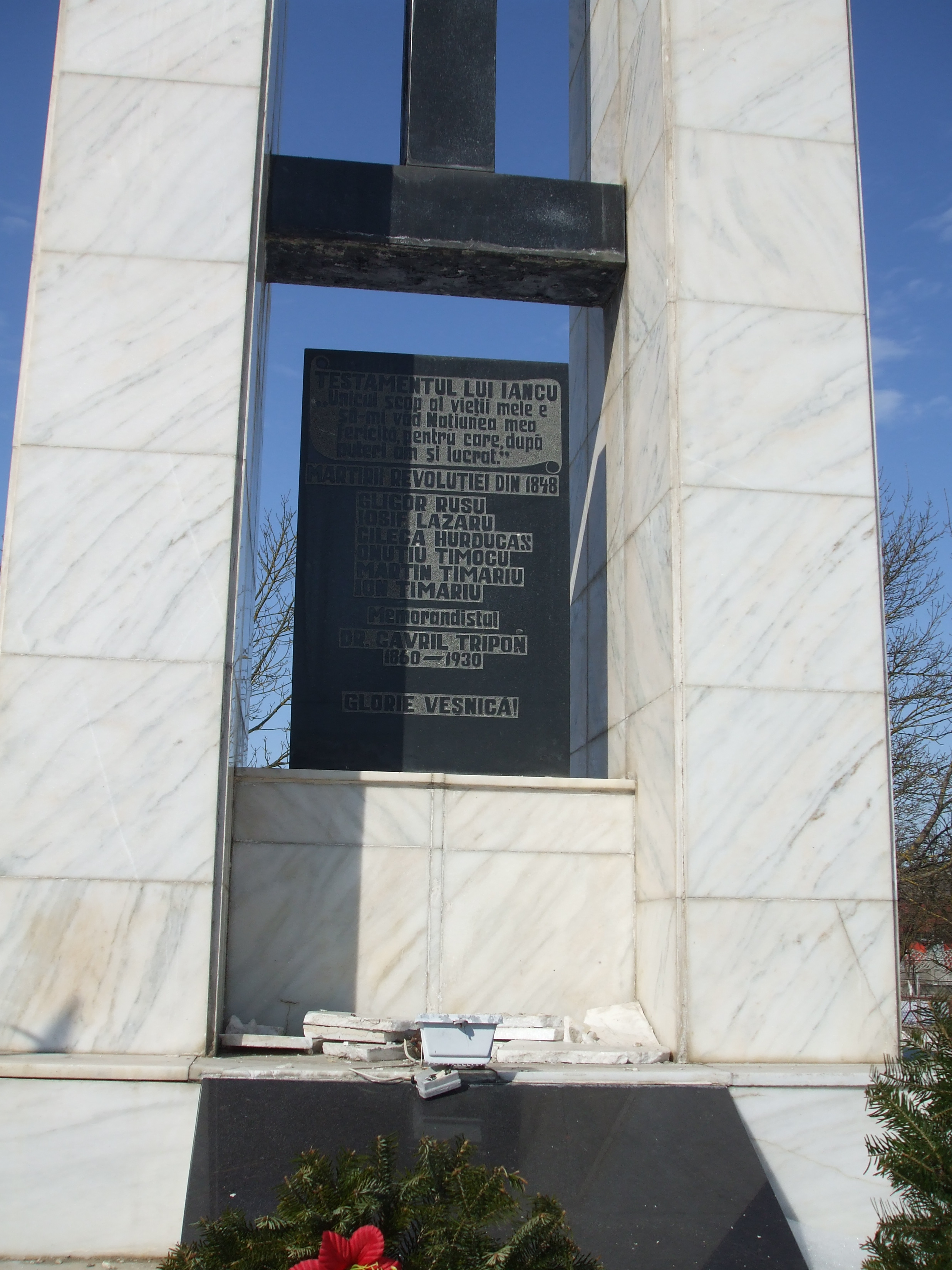
Revoluția de la 1848 - Avram Iancu și eroii martiri din sat
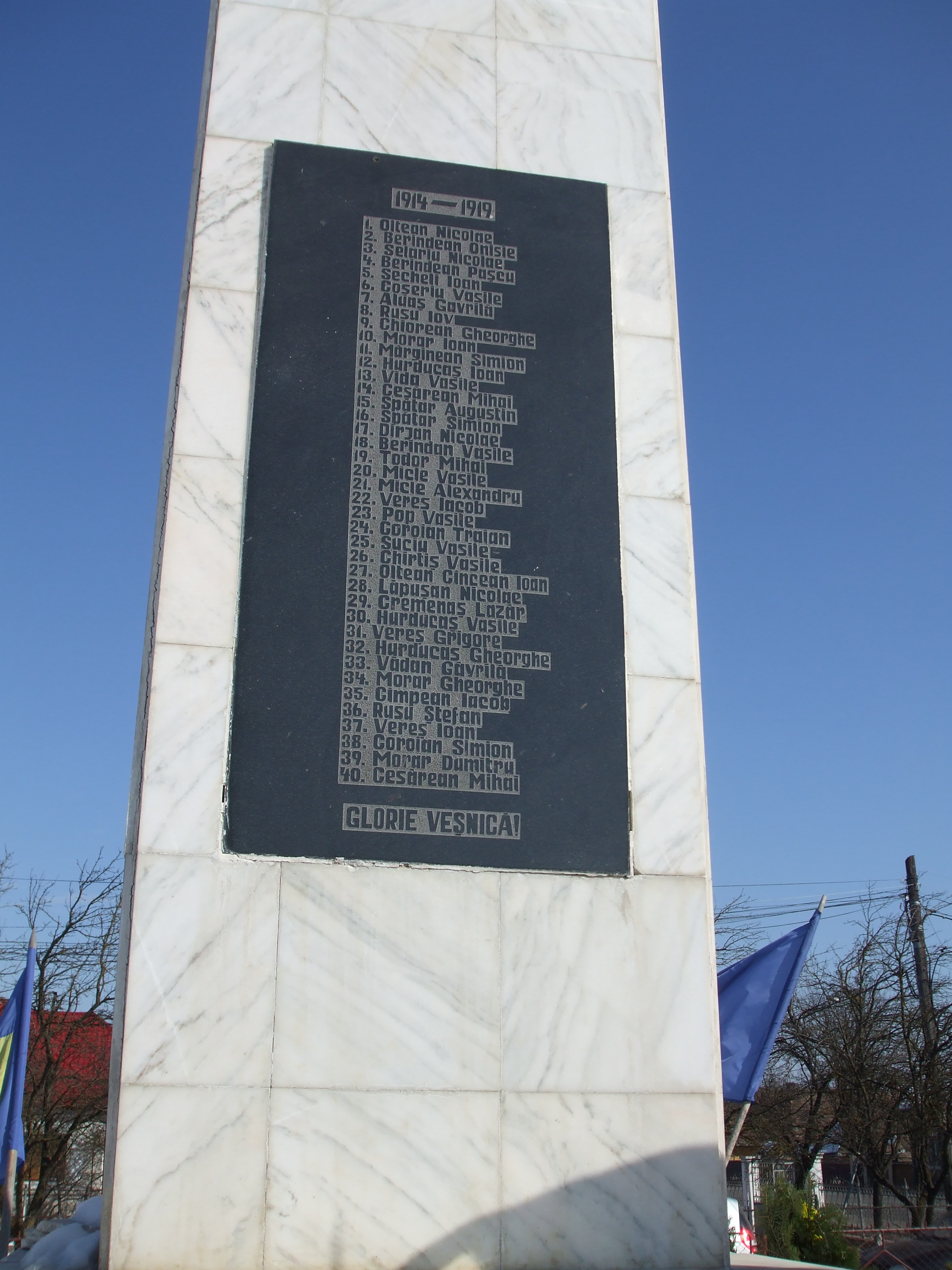
Lista celor căzuți în Primul război mondial
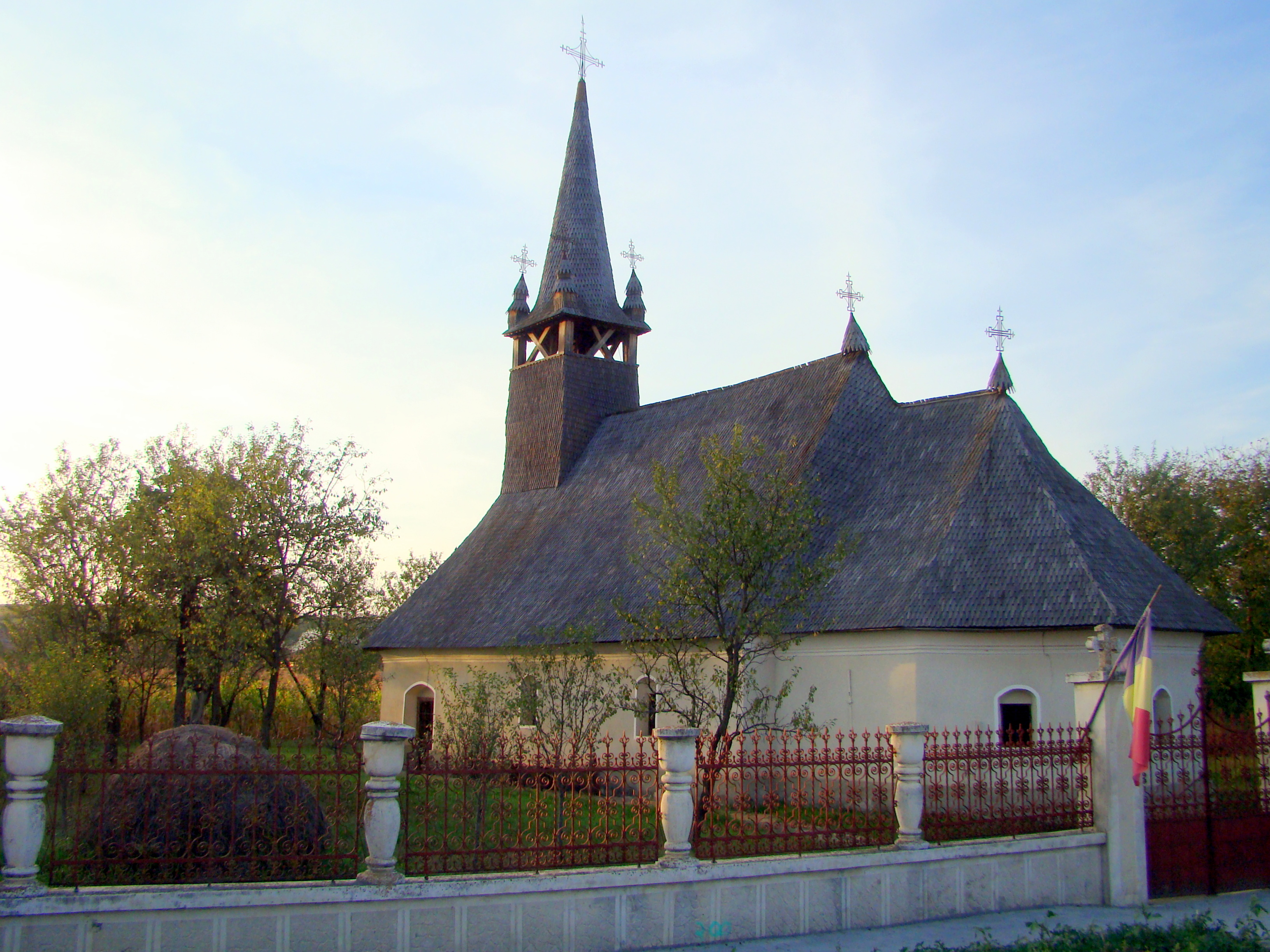
Biserica "Înălțarea Domnului" din Iclod
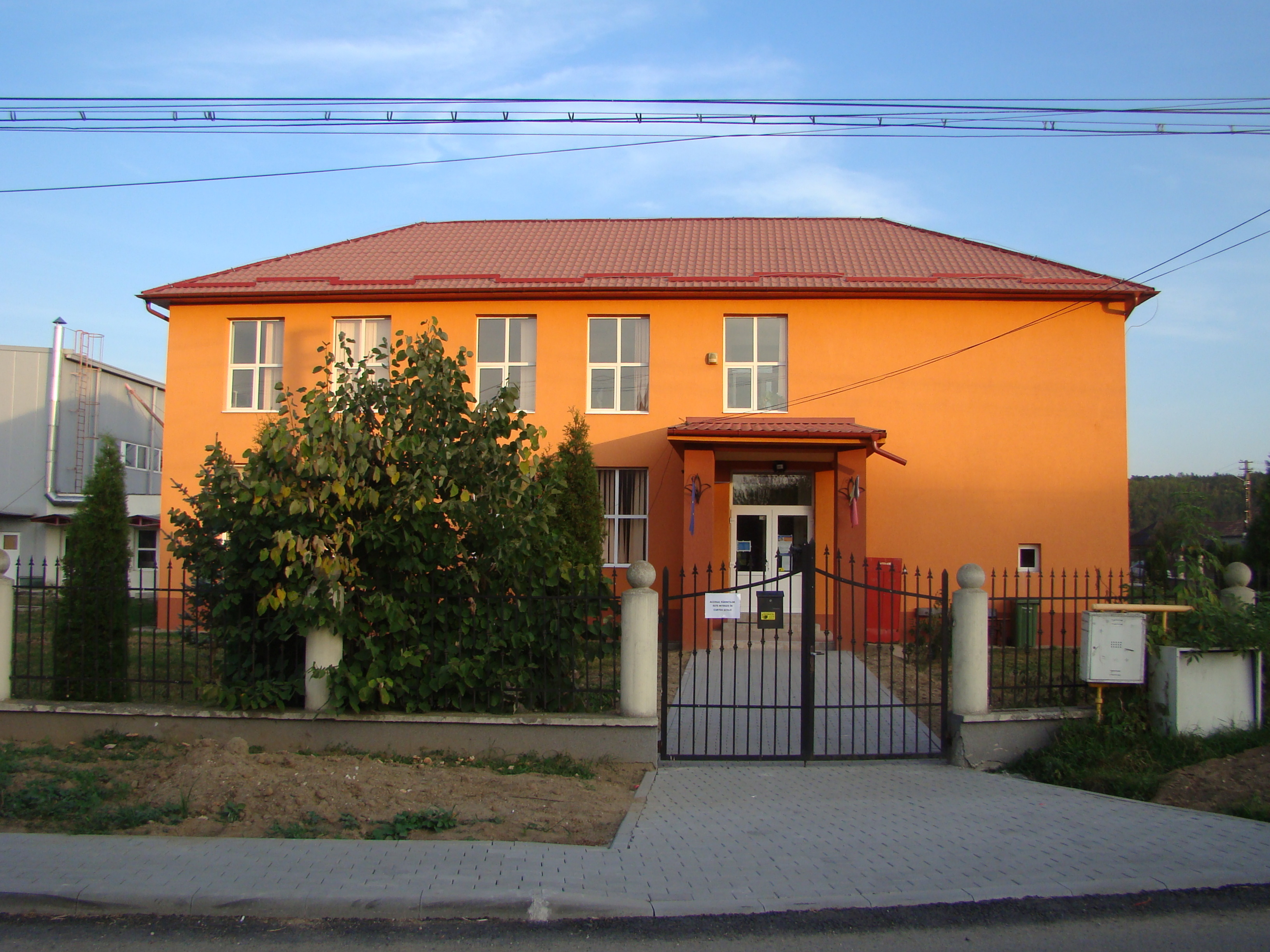
Școala
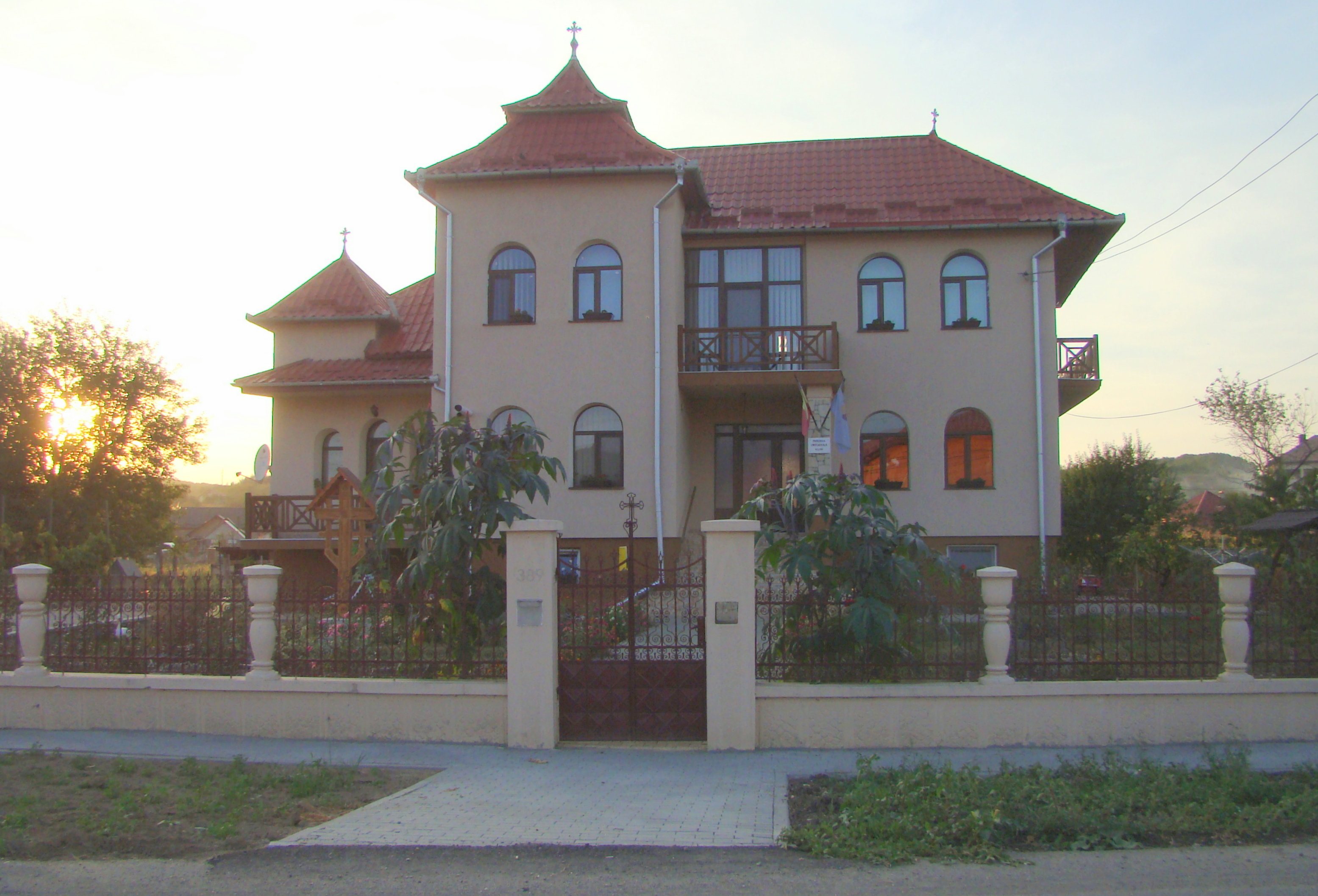
Parohia ortodoxă
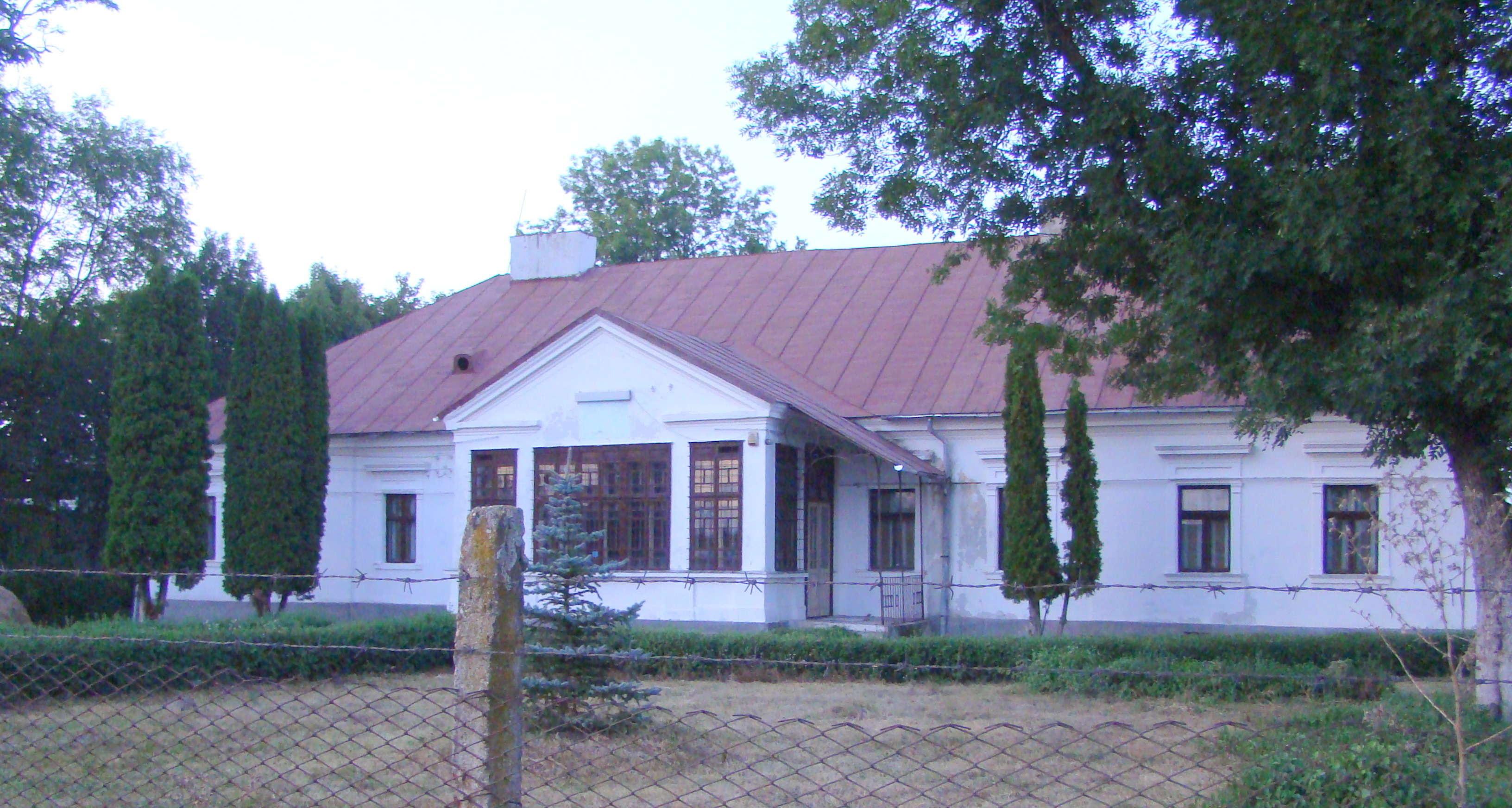
Conacul din Iclod
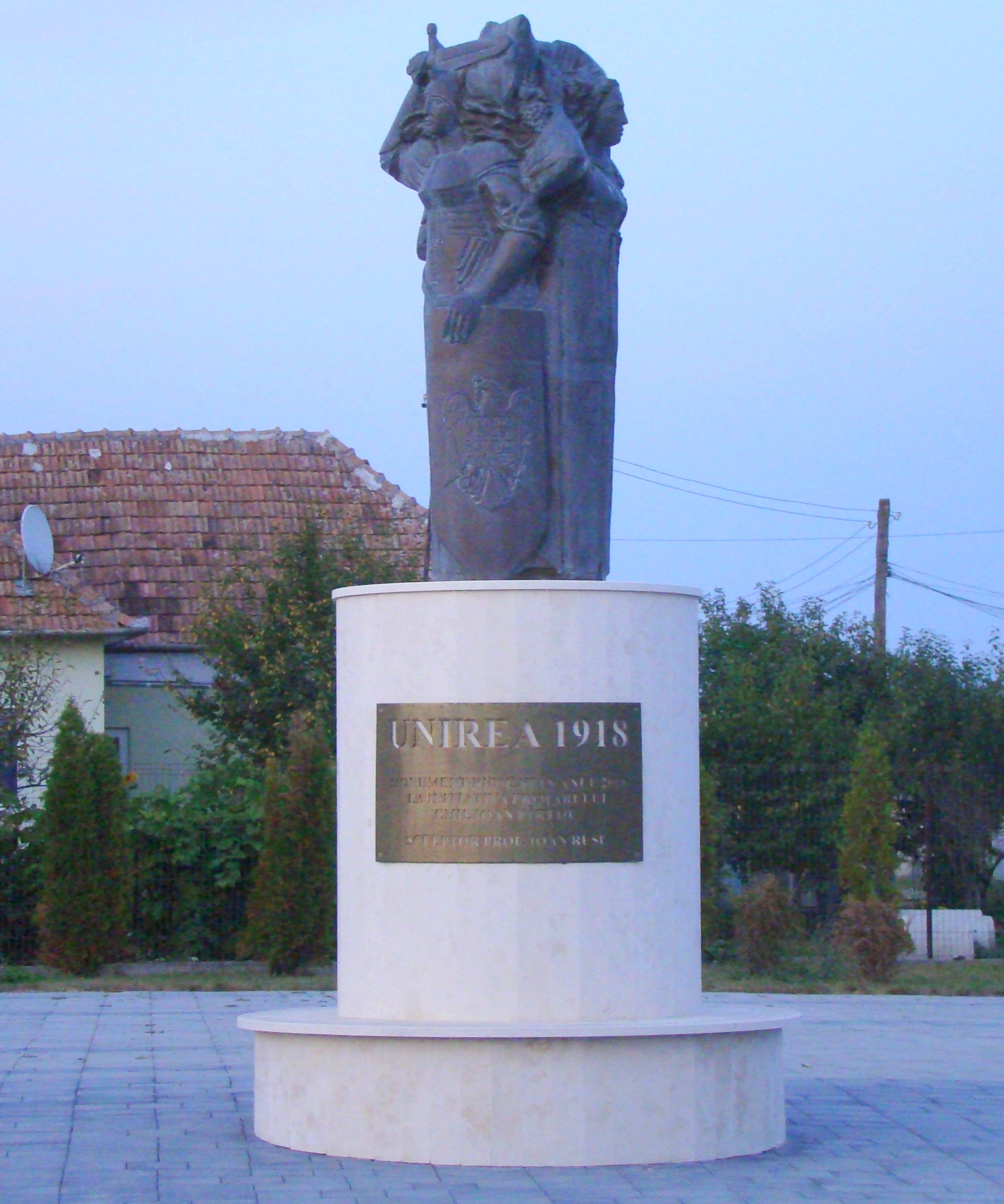
Monumentul "Unirea, 1918"
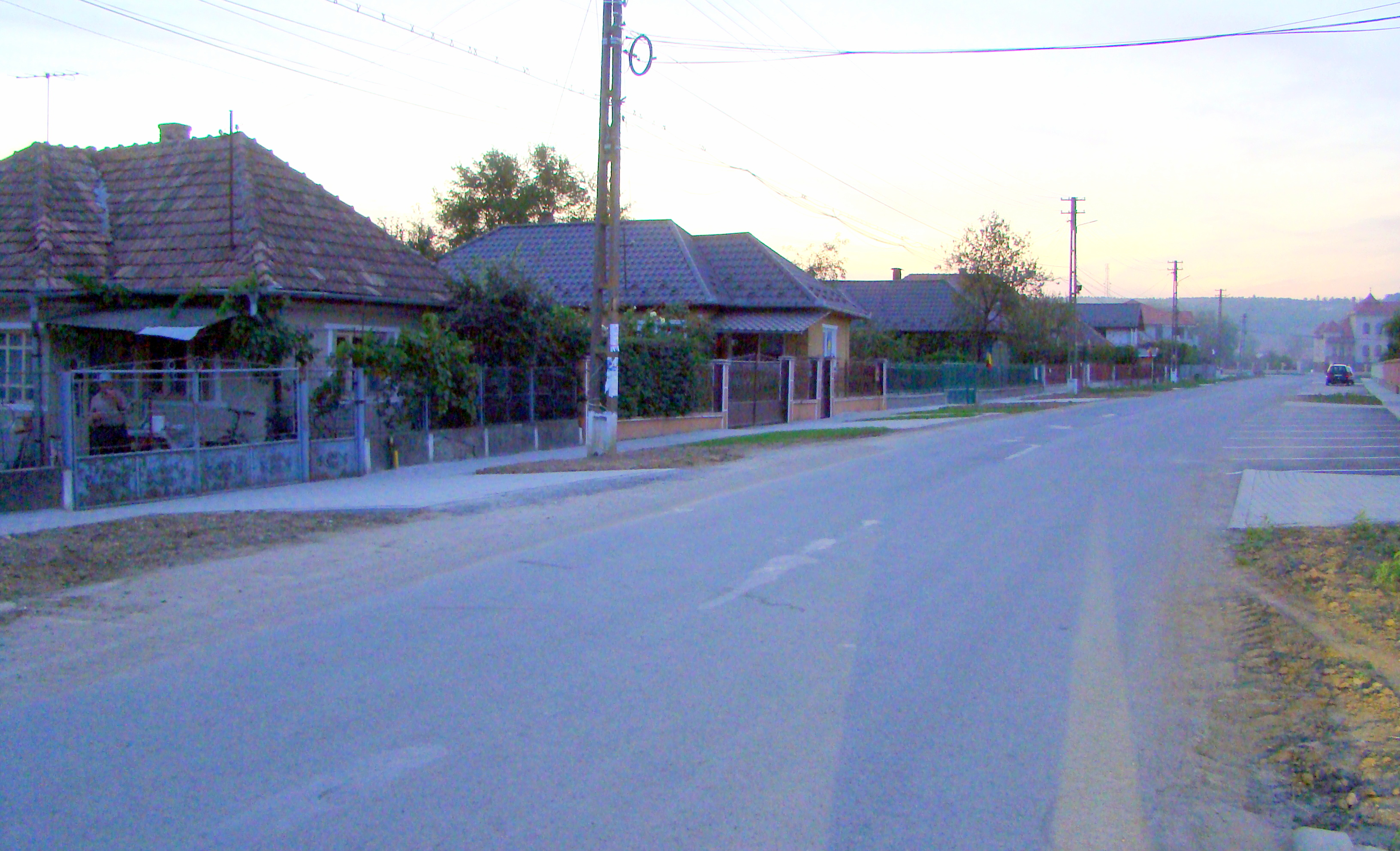
Iclod
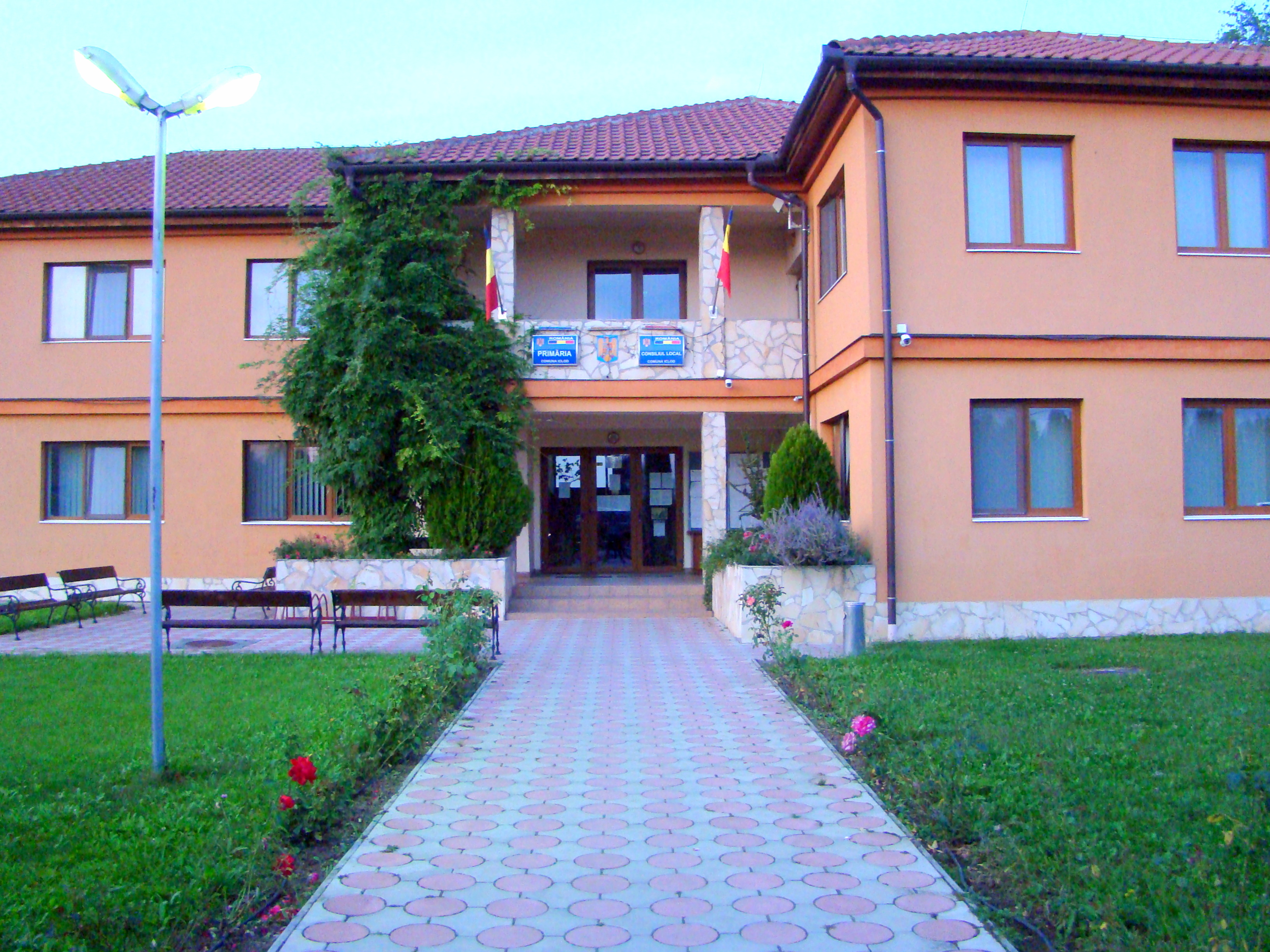
Primăria comunei
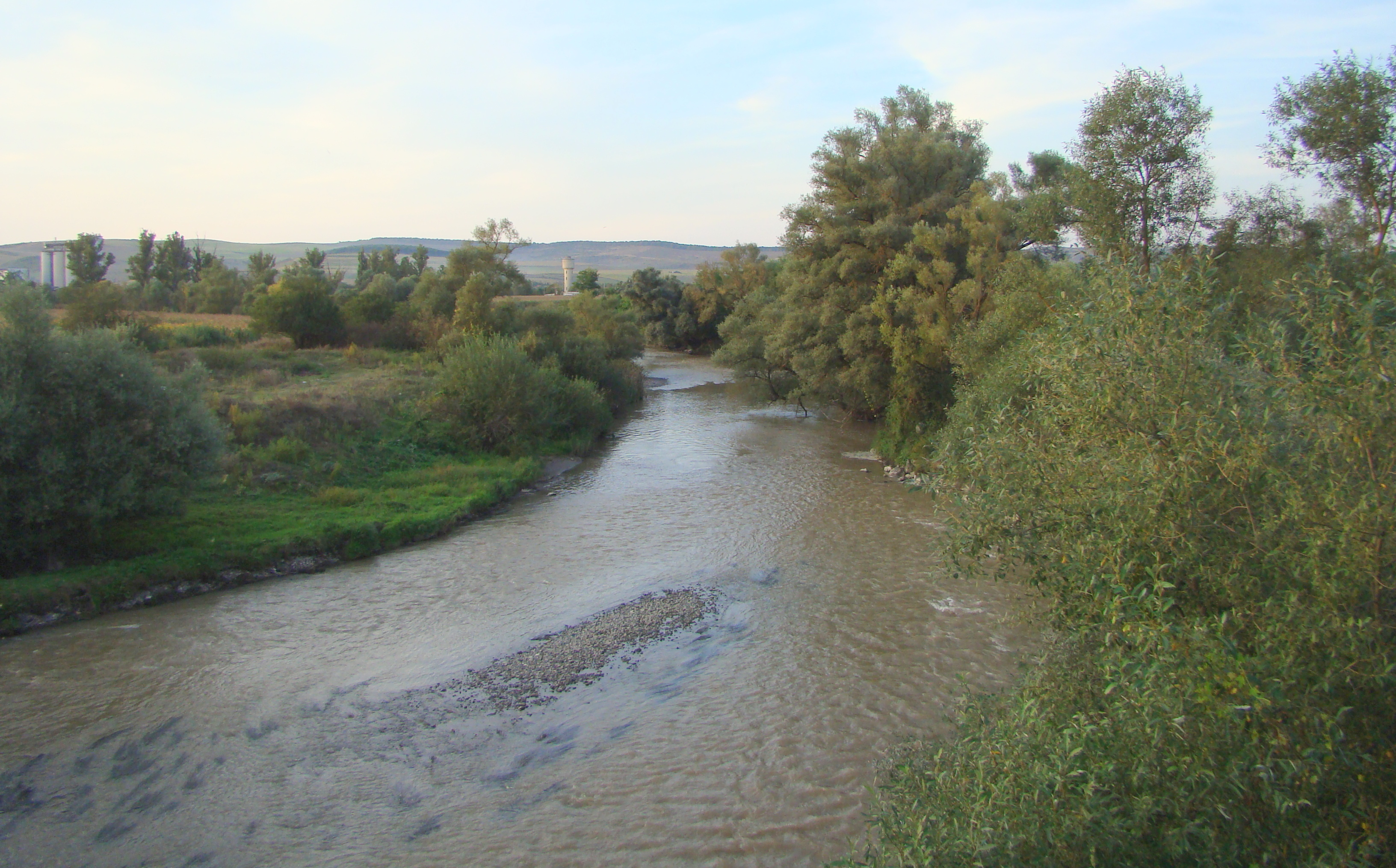
Someșul Mic
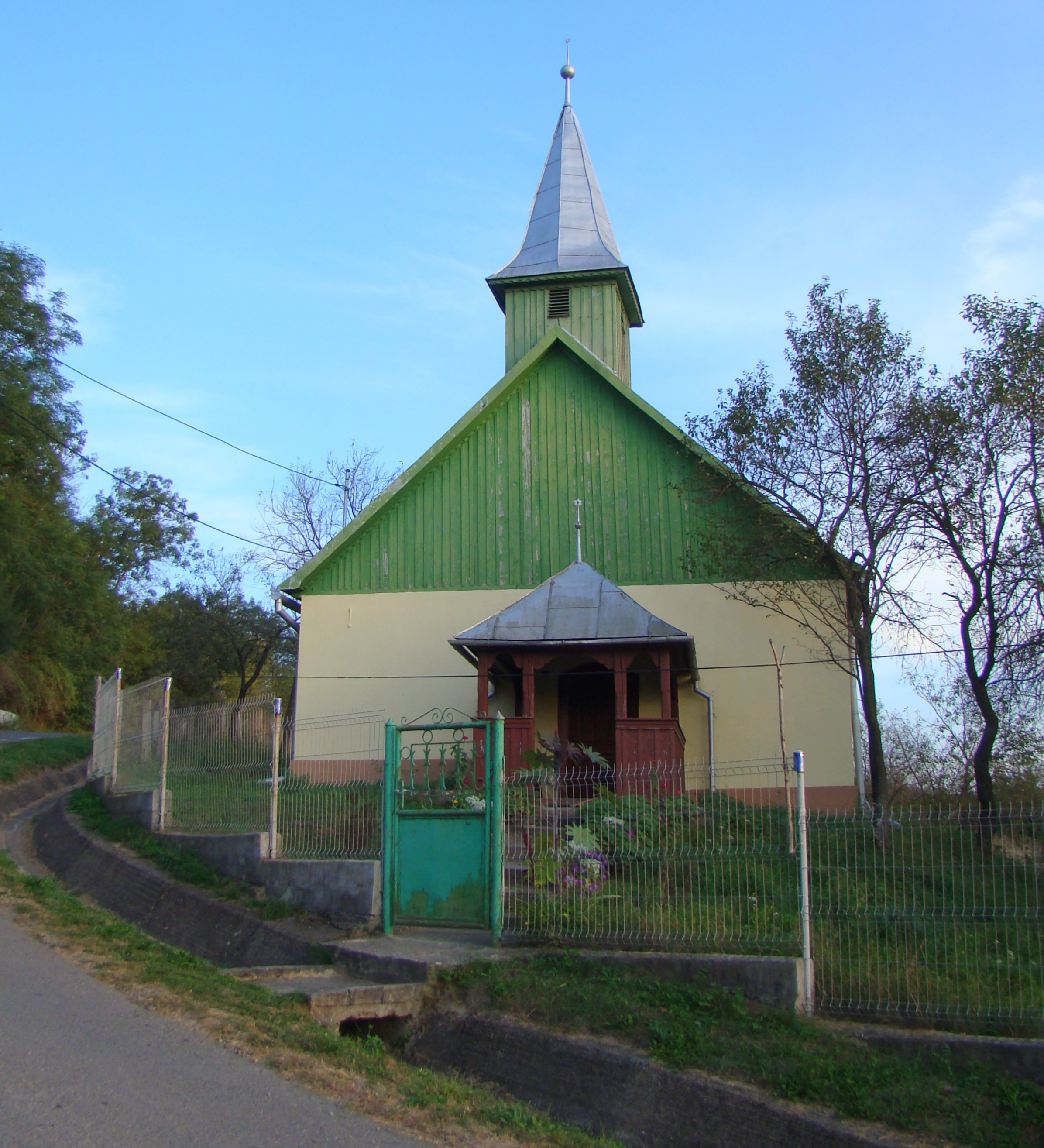
Biserica reformată din Iclozel
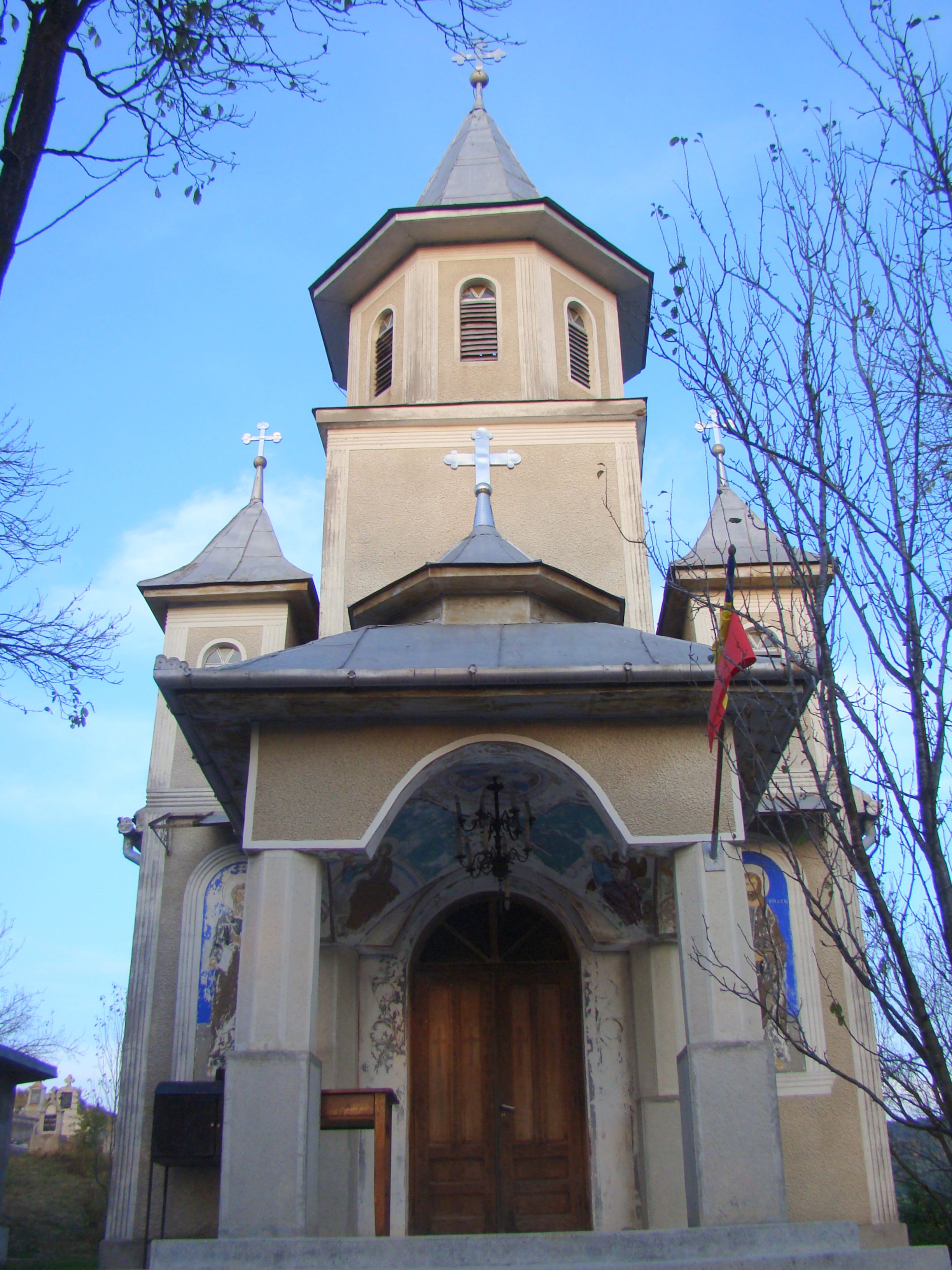
Biserica ortodoxă din Iclozel
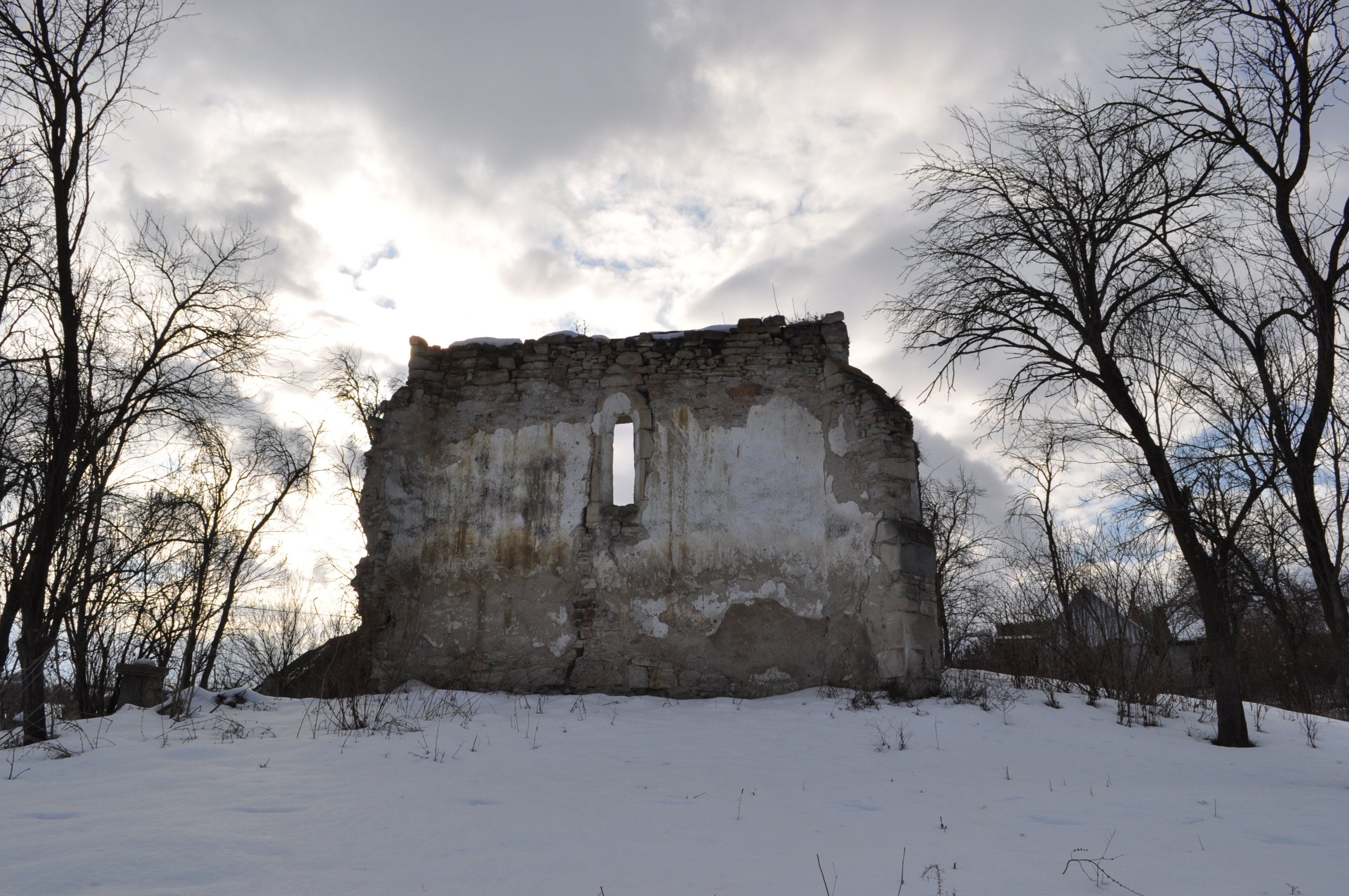
Ruinele bisericii reformate din Orman